# Fosdyke Saga
The Fosdyke Saga è stata una striscia a fumetti britannica realizzata da Bill Tidy e pubblicata nel Regno Unito sul Daily Mirror da marzo 1971 a febbraio 1985. parodia della serie di romanzi classici di John Galsworthy della serie The Forsyte Saga. L'umorismo ironico della serie è per alcuni aspetti difficilmente comprensibile al di fuori dell'Inghilterra del nord ovest
La Saga di Fosdyke era la storia di Roger Ditchley, figlio di magnate della trippa, il vecchio Ben Ditchley, che venne diseredato da suo padre in favore di Jos Fosdyke. Roger, accecato dalla rabbia, cerca di riconquistare il patrimonio paterno attraverso piani contorti. La Saga di Fosdyke è stata adattata come film per la TV, una serie radiofonica della BBC e uno spettacolo teatrale.